# Óscar Alarcón Mora
Oscar Alarcón Mora (Barcelona, 25 de juliol de 1972) és un exjugador de bàsquet català. Amb els seus 1.97 metres d'alçada jugava en la posició d'aler.

## Carrera esportiva
Alarcón es va formar a les categories inferiors del SESE Barcelona. Va passar a format part del júnior del Joventut la temporada 1990-91, temporada en que també va debutar amb el primer equip de la Penya a la lliga ACB. El seu debut a la màxima categoria del bàsquet nacional es va produir a l'Olímpic davant el Caja Canàries. Aquell any es va proclamar campió de Lliga i de la Copa Príncep d'Astúries. La temporada 91-92 també va guanyar la Lliga amb el Joventut, i la temporada següent se'n va anar a jugar a Segona Divisió amb el Sant Josep de Badalona, assolint l'ascens a Primera i jugant una altra temporada en aquesta categoria. Després va jugar dos anys a EBA amb el CB Montcada i una darrera amb el Viatges Aliguer Pineda a la lliga LEB.